# Remoiville
Remoiville är en kommun i departementet Meuse i regionen Grand Est (tidigare regionen Lorraine) i nordöstra Frankrike. Kommunen ligger i kantonen Montmédy som tillhör arrondissementet Verdun. År 2022 hade Remoiville 130 invånare.

## Befolkningsutveckling
Antalet invånare i kommunen Remoiville
| Referens: INSEE |